# Regió de Karlsruhe

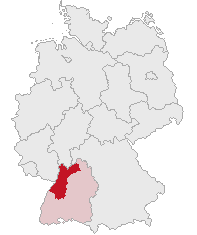
Situació de la regió a Alemanya.

La regió de Karlsruhe (en alemany Regierungsbezirk Karlsruhe) és una de les quatre regions administratives (Regierungsbezirke) de l'estat de Baden-Württemberg, Alemanya, localitzada al nord-oest de l'estat. La seva capital és la ciutat de Karlsruhe. Es subdivideix en tres subregions o associacions regionals (Regionalverband): Mittlerer Oberrhein, Unterer Neckar i Nordschwarzwald. Té una àrea de 6.919,17 km² i una població de 2.751.907 habitants. La regió de Karlsruhe és al nord-oest de l'estat de Baden-Württemberg i va ser anomenada fins al 31 de desembre del 1972 regió de Nordbaden. Limita al sud amb la regió de Friburg, a l'oest amb Renània-Palatinat, al nord amb Hessen i a l'est amb la regió de Stuttgart. La seva extensió i límits actuals van ser definits en la reforma territorial i administrativa de l'1 de gener del 1973.
| Kreise (districtes)                                                                            | Kreisfreie Städte (ciutats independents)                           |
| ---------------------------------------------------------------------------------------------- | ------------------------------------------------------------------ |
| 1. Calw 2. Enzkreis 3. Freudenstadt 4. Karlsruhe 5. Neckar-Odenwald 6. Rastatt 7. Rhein-Neckar | 1. Baden-Baden 2. Heidelberg 3. Karlsruhe 4. Mannheim 5. Pforzheim |